# Флаг Валдайского района
Флаг муниципального образования Валда́йский муниципальный район Новгородской области Российской Федерации — опознавательно-правовой знак, составленный и употребляемый в соответствии с вексиллологическими (флаговедческими) правилами и являющийся официальным символом муниципального района.
Ныне действующий флаг утверждён 28 сентября 2011 года и внесён в Государственный геральдический регистр Российской Федерации с присвоением регистрационного номера 7270.

## Описание
«Флаг муниципального района представляет собой полотнище белого цвета с отношением ширины к длине 2:3; на полотнище воспроизведена композиция герба муниципального района: зелёная гора (вплотную к нижнему краю полотнища), над которой — российская императорская корона (при этом геральдическое золото передается жёлтым цветом, а жемчужины — в цвет полотнища); свободная от названных эмблем поверхность полотнища орнаментирована чёрными значками, предназначенными для передачи геральдического горностаевого меха. Оборотная сторона флага является зеркальным отображением его лицевой стороны».

## Символика
В основу флага положен исторический герб города Валдая, Высочайше утверждённый 2 (13) апреля 1772 года, описание которого гласит:
Валдай, окроме пространнаго  своего селения, не является, что отличное иметь, которое бы могло его герб отличить; чего ради и берется особливое означение сего селения из самаго гористаго местоположения его, и означается в гербе следующим образом: 

Разрезанной щит перпендикулярною чертою на двое, Горностаевой мех и серебро, на Горностаевом мехе изображена Императорская золотая корона, означающая милость и покровительство Ея Императорскаго Величества сему селению, на левой стороне щита в серебряном поле гора зеленая, показующая гористое местоположение окруженных мест сего селения.

## История
Первый флаг был утверждён 23 декабря 1996 года как флаг муниципального образования город Валдай и Валдайский район, правопреемником которого (после муниципальной реформы) стал Валдайский муниципальный район. Описание флага гласило:
«Флаг района представляет собой прямоугольное полотнище из двух равновеликих горизонтальных полос: верхней белого и нижней синего цвета. Отношение ширины флага к его длине 2:3».